# Marty Brem
 (septembre 2013).
Si vous disposez d'ouvrages ou d'articles de référence ou si vous connaissez des sites web de qualité traitant du thème abordé ici, merci de compléter l'article en donnant les références utiles à sa vérifiabilité et en les liant à la section « Notes et références ».
Martin Brem (né en 1959), également connu sous son nom de scène Marty Brem, est un ancien chanteur d'origine autrichienne, directeur d'enregistrement et entrepreneur actif à Berlin. Il est connu d'un public plus large pour sa participation au Concours Eurovision de la chanson, représentant l'Autriche en 1980 en tant que membre du groupe Blue Danube, et en tant que soliste en 1981avec le titre « Wenn du da bist ».
Après l'Eurovision, il a entrepris divers projets musicaux, dont la musique punk. Marty Brem se dirige ensuite vers le journalisme musical, et rejoint Philip Morris en tant que consultant en 1988, seulement pour revenir à l'industrie de la musique. Il devient directeur marketing pour Phonogram/Universal en 1992. En 1995, Brem devient vice-président du marketing international pour l'Europe chez Sony Music Entertainment à Londres, et en 1997, il prend les commandes de Columbia Records à Berlin. 

## Vie privée
Ursula, la femme de Marty Brem décède en 2001, lui laissant deux fils, à ce moment-là de 9 et 11 ans. Inspiré par la profession de sa femme, la collection de kimonos et sa propre collection, il ouvre Sai So, une boutique de mode proposant divers habits, ainsi que des accessoires, en tissu de kimono vintage.